# Arba Vijaya
Arba Vijaya (nep. आर्वाविजय) – gaun wikas samiti w zachodniej części Nepalu w strefie Gandaki w dystrykcie Kaski. Według nepalskiego spisu powszechnego z 2001 roku liczył on 769 gospodarstw domowych i 3527 mieszkańców (1866 kobiet i 1661 mężczyzn).